# Барон Кендал
Барон Кендал (англ. Baron of Kendal) — дворянский титул, создававшийся в системах пэрства Англии и пэрства Великобритании.
Существовали также титулы «граф Кендал» и «герцог Кендал».

## История титула
Название титул получил от города Кендал в Камбрии. С XII века в графстве Уэстморленд существовала феодальная барония Кендал, центром которой был замок Кендал. Позже создавался титулы «граф Кендал» и «герцог Кендал».

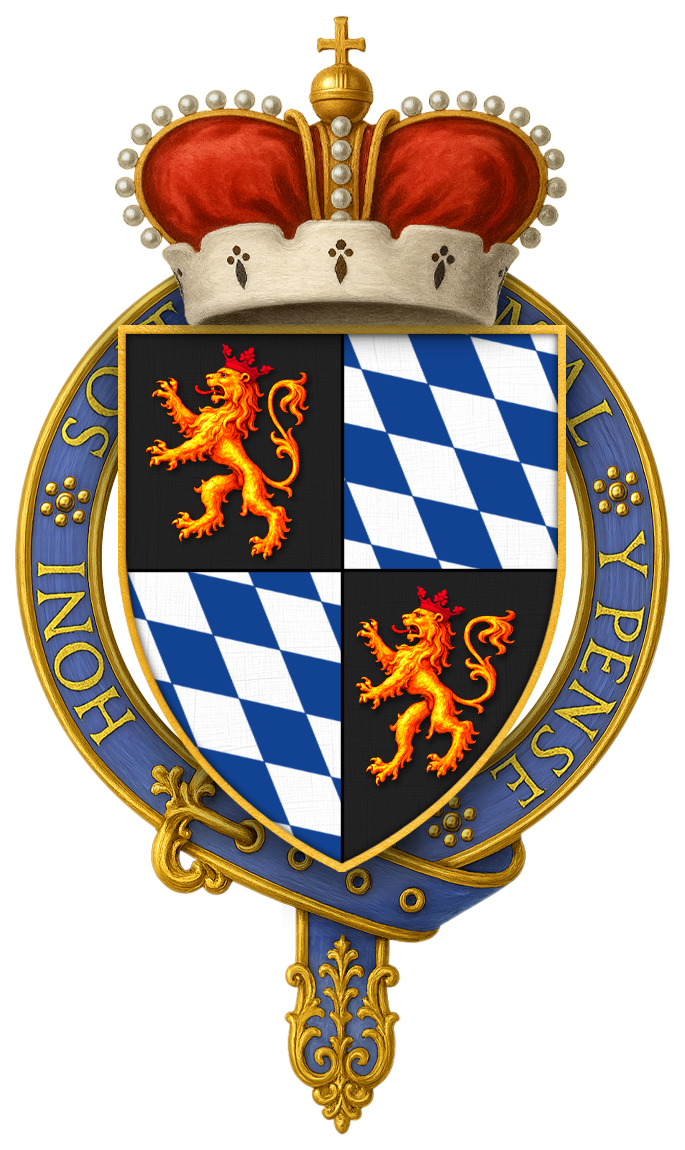
Герб пфальцграфа Руперта, герцога Камберленда

24 января 1644 году король Карл I присвоил своему племяннику, принцу Руперту Пфальцскому (1619—1682), который был главнокомандующий роялистов в Гражданской войне, титулы герцога Камберленда, графа Холдернесса и барона Кендала. После его смерти в 1682 году все титулы угасли.
Второе создание титула относится к 24 мая 1784 года, когда для английского землевладельца и политика Джеймса Лоутера (1736—1802), были созданы титулы графа Лонсдейла, виконта Лонсдейла, барона Кендала и Бурга. Поскольку граф был бездетным, в 1797 году для него были созданы ещё и титулы виконта и барона Лоутера, чтобы их мог унаследовать его троюродный брат Уильям Лоутер, 2-й баронет Лоутер. Остальные же титулы угасли после смерти Джеймса.

## Бароны Кендал

### Первая креация (1644)
- 1644—1682: Руперт (Рупрехт) Пфальцский (17 декабря 1619 — 29 ноября 1682), герцог Камберленд, граф Холдернесс и барон Кендал с 1644 года, пфальцграф, сын курфюрста Пфальца Фридриха V и Елизаветы Стюарт, племянник короля Англии Карла I Стюарта[3].

### Вторая креация (1784)
- 1784—1802: Джеймс Лоутер[англ.] (5 августа 1726 — 24 мая 1802), граф Лонсдейл, виконт Лонсдейл, барон Кендал и Бург с 1784 года, 1-й виконт Лоутер и 1-й барон Лоутер с 1797 года[1][2].